# 藤原秀次郎
藤原 秀次郎（ふじわら ひでじろう、1940年10月18日-  ）は、日本の経営者。しまむら社長、会長を務めた。神奈川県横須賀市出身。

## 来歴・人物
1963年に慶應義塾大学商学部を卒業し、同年にフジワラストアーに入社した。1970年9月に島村呉服店(現在のしまむら)に転じ、1976年に取締役、1982年に専務を経て、1990年5月には社長に就任した。2005年5月には会長に就任。
社長在任時には、同社を大手チェーン店に育て上げたので、「中興の祖」と呼ばれている。